# تاپیوسچو
تاپیوسچکو (به مجاری:  Tápiószecső) یک سکونتگاه مسکونی در مجارستان است که در استان پشت واقع شده‌است.

## خصوصیات
تاپیوسچکو ۳۸٫۳۸ کیلومترمربع مساحت دارد.